# مهدی‌آباد (شاهرود)
مهدی‌آباد روستایی در دهستان طرود بخش مرکزی شهرستان شاهرود استان سمنان ایران است.

## جمعیت
بر پایه سرشماری عمومی نفوس و مسکن در سال ۱۳۹۵ جمعیت این روستا ۱۷۹ نفر (۶۱خانوار) بوده‌است.